# Лидия
Ли́дия (лидийск. 𐤮𐤱𐤠𐤭𐤣𐤠 [sˈfarda], др.-греч. Λυδία, тур. Lidya) — в древности страна в западной части Малой Азии, называвшаяся раньше Мэонией, доходившая до Эгейского моря и внутри полуострова занимавшая верхние течения Герма и Каистра, отделённые друг от друга Тмолом.
Близ левого берега Герма находилась Магнезия (ныне город Маниса), на северном склоне Сипила; жители её приводились в связь с магнетами Фессалии. Сарды (позже Сард, сейчас Салихли), царская твердыня Лидии, лежали на северном склоне Тмола, при Пактоле.
У Гигэйского озера (ныне Мармара) находятся и поныне многочисленные могильные холмы Алиатта и других лидийских государей (нынешний Бин-бир-тепе).
Из Эфеса вёл оживлённый путь в Сарды, проходивший по кильбианской долине с часто упоминаемым авторами городом Гинепой.
Вся страна имела плодородные поля, особенно у Сард и по Каистру, была богата лошадьми, давала хорошее вино, шафран, цинк и иные металлы, особенно золото, добывавшееся как в копях на Тмоле, так и в песке реки Пактол.

## Население
Жители Лидии, рано достигшие известной степени культуры, принадлежали к неопределённой расе, родственной тирсенам, торребам и сарданам и подвергшейся сильному влиянию хеттов; одна из царских династий Лидии принадлежала, как предполагают, к племени хеттов.
Языком населения был лидийский, относящийся к анатолийской группе индоевропейских языков. Письменность — лидийский алфавит, внешне напоминавший греческий.

## История

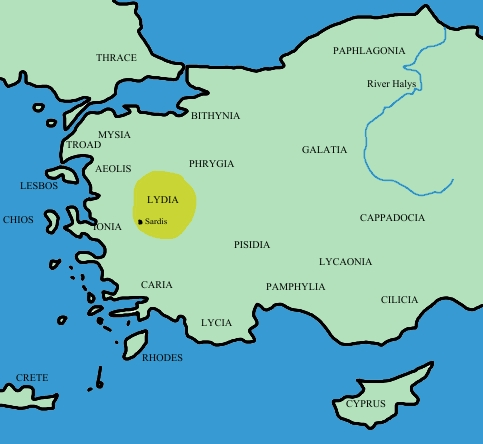
Зарождение Лидийского царства

История Лидийского государства дошла до нас в полулегендарном отражении античной литературной традиции и фрагментарной информации восточных, в первую очередь ассирийских текстов. Но перспективы научной реконструкции лидийской истории связаны преимущественно с прогрессом археологических раскопок, которые наиболее систематически и результативно проводятся с 1958 года до настоящего момента на месте столицы Лидийского царства — города Сфарт (Сард по-гречески).
Центральная область называлась в честь столицы. Население долины Герма в VII веке до н. э. ассирийцы и греки называли лидийцами. Геродот указывает, что лидийцы первоначально назывались мэонами.
В значительной степени остаётся открытым вопрос о фригийском влиянии в Лидии, он требует дальнейших исследований. Предполагаемая политическая зависимость Лидии от Фригии в VIII веке до н. э. археологически фиксируется слабо. Можно говорить об общих чертах фригийской и лидийской керамики, фригийском воздействии на монументальную архитектуру Сард. Самым убедительным свидетельством фригийского влияния, очевидно, следует считать возникновение курганного обряда погребений у лидийцев.
По своему политическому устройству Лидия была монархией. Во главе государства стоял царь. Опору его власти составлял отряд телохранителей и войско; главную роль играли знаменитая конница и лидийские колесницы. Цари Лидии привлекали на службу и наёмников, чаще всего соседей: карийцев, ионийцев и ликийцев. Большую роль при царском дворе играли так называемые царские соправители, происходившие из видных аристократических родов. Возможно, существовал и аристократический совет. Для решения важных вопросов внешней и внутренней политики созывалось народное собрание. Однако постепенно, с ростом могущества царской власти, оно утратило своё значение. В социальной и политической жизни Лидии сохранились пережитки архаических общественных отношений: деление по родоплеменному признаку, обычаи предков, древние родовые нормы права и др.
Расцвет Лидийского царства приходится на VII—VI века до н. э., когда к власти пришла династия Мермнадов, основателем которой был Гигес (первая половина VII века до н. э.). Он происходил из знатного, но не царского рода и захватил власть в результате дворцового переворота. Гигес был одним из самых могущественных лидийских царей. Он присоединил к Лидии часть Фригии и Карии, Троаду и Мисию, благодаря чему лидийцы получили выход к важнейшим морским проливам и торговым путям в Причерноморье.
С Ионией начата была война, продолжавшаяся полтора столетия; лидийцы жгли сады, разрушали города, грабили храмы. Ионийская культура проникла ко двору Мермнадов и постепенно сгладила следы предшествовавших влияний — хеттского и ассирийского.
Нашествие киммерийцев заставило Гигеса обратиться к помощи царя Ассирии Ашшурбанапала. Тот оказал помощь Гигесу в отражении набегов киммерийцев, но заставил платить себе дань. Когда Гигес (Гуггу в ассирийских надписях) перестал платить эту дань и даже послал карийских и ионийских наёмников к возмутившемуся Псамметиху I. Но осмелевшие киммерийцы снова вторглись в Лидию. Во время этого вторжения Гигес был убит, Лидия была опустошена и Сарды взяты, за исключением внутренней крепости (650 до н. э.).
Ардис II, сын Гигеса, возвратил большую часть утерянной территории и расширил свои владения за счёт греческих поселений. Начав войну с Милетом, он отрезал его от остальных городов Ионийского союза, заняв укреплённый акрополь Приены.
Садиатт, следующий царь (630—618 до н. э.), дважды разбил пехоту города Милета в долине Меандра.
Алиатт (617—560 до н. э.), отчаявшись взять Милет приступом, решил принудить его к сдаче посредством голода, но безуспешно. Он заключил с Милетом мир и, направив силы на другие менее укреплённые города, взял Смирну. Едва только удалось ему утвердить свою верховную власть до левого берега Галиса, как он столкнулся с Киаксаром мидийским. Борьба продолжалась 6 лет, с переменным успехом. Война между Лидией и Мидией завершилась миром, на заключение которого повлияло солнечное затмение 28 мая 585 года до н. э., признанное дурным предзнаменованием (во время битвы обе стороны в ужасе побросали оружие). Солнечное затмение предсказал Фалес Милетский. Границей между враждовавшими государствами была признана река Галис. Договор был скреплён династическим браком: мидийский царевич Астиаг женился на лидийской царевне. Крупным успехом внешней политики Лидии в этот период было изгнание из Малой Азии воинственных племён киммерийцев. После этой войны Алиатту удалось добиться влияния на Эфес; последние годы своего царствования он употребил на постройку гигантской гробницы.
Внешнеполитический расцвет Лидии приходится на время правления Крёза (562—547 годы до н. э.). Он покорил греческие города в Малой Азии, заставив их платить Лидии дань. Но при нём в 546 году до н. э. Лидийское царство было разрушено персидским царём Киром и окончательно потеряло самостоятельность. С этого времени Лидия делила судьбы Передней Азии под владычеством персов, македонян, сирийцев и римлян.

## Культура
Лидийская культура — явление сложное и многообразное. Свою алфавитную письменность лидийцы заимствовали у греков Малой Азии.
У лидийцев были популярны гимнастические военные игры и воинские пляски, различные игры в кости, кубы, мяч. Высока была музыкальная культура, были широко известны лидийские музыкальные инструменты (флейты, дудки, трещотки, тимпаны, кимвалы, многострунные лиры). В Лидии была развита медицина, накоплены знания о лекарствах.
Лидийцы сооружали неприступные крепости, монументальные царские гробницы, строили сложные искусственные водохранилища (озеро Гигея). Красочным своеобразием отличаются произведения лидийского изобразительного искусства: многоцветные терракотовые рельефы, ювелирные изделия из горного хрусталя, сердолика, золота, серебра, вазы с сюжетной росписью.
В лидийской религии большим распространением пользовались культы умирающих и воскресающих божеств (Сандан, Аттис, Сабазий), оргиастические мистерии в их честь. Наибольшую популярность получила богиня, известная под именами Великой Матери, Матери богов, Ма, Кибелы и другими, олицетворявшая культ плодородия и одновременно почитавшаяся как божество войны во всей Малой Азии.
Лидийская культура оказала влияние на греческую, а также передала Греции ряд культурных достижений Востока.

## Экономика

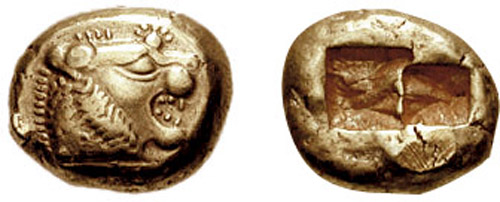
Лидийская монета, VI век до н. э.

Основой экономики Лидии было развитое земледельческое хозяйство. Лидийская почва, орошаемая реками Герм, Пактол, Меандр и удобряемая илом, отличалась плодородием. В долинах сеяли зерновые культуры, а по склонам гор разводили виноград, смоковницу и другие садовые культуры. Огромные пастбища позволяли в больших масштабах заниматься скотоводством, в особенности коневодством. Богатство металлами (золото, серебро, железо, медь, цинк) способствовало расцвету металлургического производства. «Золотоносная» река Пактол в изобилии давала самородки и золотой песок. Лидийцы умели добывать золото из породы, имели приспособления для его очистки.
Лидийцы изготовляли дорогие узорчатые ткани, роскошные одежды, головные уборы, обувь. Славилась лидийская керамика: расписные сосуды и облицовочная плитка. Они делали прочный кирпич, хорошие минеральные краски, например знаменитую сардскую охру, использовали пурпурную краску.
Находясь на стыке западного (греческого) и древневосточного миров, Лидия вела активную торговлю. Об «оборотистых» лидийских торговцах неоднократно упоминали античные авторы. Для удобства приезжих торговцев в Лидии строились гостиницы. Согласно античной традиции, Лидия была родиной монеты — наиболее удобного средства обращения в торговле. В VII веке до н. э. при царе Гигесе стала чеканиться монета из электрума — природного сплава золота и серебра, затем наладилась чеканка серебряной монеты, а в VI веке до н. э. при Крёзе чеканилась уже и золотая. Лидийская монетная система была широко распространена, и ею пользовались, например, греческие города Ионии.

## Основные даты истории Лидийского царства
- начало VII века до н. э. — приобретение Лидией самостоятельности после распада Фригийского царства, воцарение династии Мермнадов, первым представителем которой стал Гигес;
- первая половина VII века до н. э. — активная завоевательная политика на западе Малой Азии, признание власти Ассирии в борьбе против киммерийцев, начало чеканки в Лидии монеты из электрума (природного сплава золота и серебра);
- середина VII века до н. э. — союз Лидии с Египтом и Вавилоном в борьбе против Ассирии, участие в антиассирийском восстании Шамаш-шум-укина в Вавилонии, вторжение в страну полчищ киммерийцев
- вторая половина VII века до н. э. — правление Ардиса, который признал власть Ассирии и таким образом смог избавиться от господства киммерийцев, война Ардиса с греческим городом Милетом;
- конец VII — начало VI века до н. э. — после гибели Ассирии Лидия попыталась распространить свою власть на восток, что испортило её отношения с Мидией;
- 590—585 годы до н. э. — война между Лидией и Мидией;
- 28 мая 585 года до н. э. — битва между лидийским и мидийским войсками, которая закончилась из-за начавшегося солнечного затмения, заключение мира между государствами. Затмение предсказал Фалес Милетский[3];
- середина VI века до н. э. — расцвет Лидийского царства в правление Крёза, покорение греческих городов Малой Азии, тесные отношения с Египтом и Вавилоном перед лицом персидской угрозы;
- 547 год до н. э. — вторжение персов под предводительством Кира на территорию Лидии, разгром лидийского войска и гибель Лидийского царства[4].

Именем Лидии назван астероид (110) Лидия, открытый в 1870 году.